# Боби Сандс
Боби Сандс (Њутонаби, 9. март 1954 — Мејз, 5. мај 1981) био је члан Привремене ирске републиканске армије.
Желео је да се запосли као градитељ аутобуса, али су га Ирци лојални енглеској влади отерали оружјем. После тога је затворен због поседовања пиштоља и осуђен на драконску казну од четрнаест година. Започео је штрајк глађу, а за време робијања изабран је у парламент Уједињеног Краљевства. Умро је у 27. години живота након 66 дана штрајка. Његова смрт изазвала је жестоке нереде у ирским националистичким круговима.

## Породица, детињство и рана младост
Сандс је рођен у католичкој породици од оца Џона и мајке Розалин у Њутонабију (округ Антрим) где је живео до 1960. године када се са породицом преселио у оближњи Реткул јер су због њихове вере били прогањани од стране лојалиста иако им презиме потиче од деде који је био протестант.
Имао је две сестре и једног брата. Његова прва сестра, Марсела, рођена је у априлу 1955. а друга, Бернадет, у новембру 1958. године. Брат Џон рођен је 1962. године. У школи коју напушта, постао је приправник за тренера док није натеран на животне рубове. У јуну 1972. године, са осамнаест година, породица му се поново сели у насеље Твинбрук.

## Активности у ИРА
Боби се прикључио Ирској републиканској армији 1972. године а то је управо била година са највише смртних случајева у Ирској. У октобру исте године, Сандс је ухапшен и осуђен за поседовање четири пиштоља која су нађена у кући у којој је живео. У априлу 1973. је осуђен на пет година затвора.
Кад је пуштен 1976, вратио се својој породици у Твинбруку у западном Белфасту. Сандс се вратио у активно деловање у Привремној ИРА. Након тога је оптужен у октобру 1976. да је укључен у бомбашком нападу на једну компанију у Данмуру. Иако никада није пуномоћно осуђен за ово дело (порота и судија изјавили су да нема никаквих доказа који би указивали на његову уплетеност у тај чин). Након напада, Сандс и још најмање петоро особа у бомбашком тиму су били укључени у борбу ватреним оружјем са полицијом. За ово никада није осуђен због недостатка доказа. Шејмус Мартин и Гејбријел Корбет били су рањени, а Сандс са Џо Макдонелом, Шејмус Финеканом и Шон Лејверијем бива ухапшен док је бежао колима. Пронађен је пиштољ из обрачуна који је послужио као доказни материјал.
На његовом суђењу (у септембру 1977.) одлучено је да је крив за илегално поседовање оружја (доказни пиштољ), те је на опште изненађење осуђен на изразито високу казну за такво дело – на чак четрнаест година.

## Затвореник
Затворску казну је служио у Затвору Мејз (ирски републиканци звали су овај затвор Лонг кеш). У затвору, Сандс постаје писац прозе и поезије која је објављена у званичном гласилу ИРА. При крају 1980. Сандс бива изабран за командног официра републиканских затвореника у Лонг кешу.

## Политички статус
Републикански затвореници су организовали серију протеста којима су тражили да им се врати статус политичких затвореника, а не да им се суди као обичним криминалцима. То је започело „протест ћеба” 1976, кад су затвореници уместо униформи носили ћебад. Тада крећу бруталне мере гушења који достиже врхунац у „прљавом протесту” 1978. када су почела уобичајена пребијања у блату и каљузи која су довела до тога да су затвореници живели у прљавштини тако што су запрљавали зидове изметом. Ту је и био први штрајк глађу у јесен 1980, када је британска влада пристала на захтеве штрајкаша. Кад је штрајк завршен, влада је вратила ствари у првобитно стање.

## Штрајк глађу
Ирски штрајк глађу 1981. започиње када Сандс одбија храну 1. марта 1981. Сандс одлучује и да се други затвореници прикључе штрајку у размакнутом редоследу тако да се глас затвореника боље чује те да се може пратити погоршање стања затвореника који најдуже штрајкују.
Захтевали су испуњење „Пет захтева”:
1. Право да се не носи затворска униформа
2. Право да се не ради затворски рад
3. Право на слободно дружење са другим затвореницима као и организацију едукативних и рекреативних садржаја
4. Право на једну посету, једно писмо и један пакет недељно
5. Потпуни повратак опроштаја изгубљеног током процеса.

Прави циљ штрајка је био да их се прогласи политичким затвореницима, а не да их се етикетира као криминалце или ратне заробљенике. Постоји мишљење да је примарни циљ било добити међународну подршку и публицитет.

## Избори
Кратко након почетка штрајка, Френк Мегвајер, независни републиканац и члан владе за Ферманаг и Јужни Тајрон, умире од срчаног удара и тако отпада са избора.
То је била прилика за Бобијеве присталице да се организују и да у свакој малој заједници прогурају њега као кандидата. То је у протестантској заједници примљено уз снажне отпоре. Након крајње неизвесне кампање, Сандс добија место 9. априла 1981, са 30.493 гласа наспрам 29.046 гласа за „Унијатску странку Алстер” са кандидатом Харијем Вестом на челу. Тако Сандс постаје најмлађи заступник у влади.
Након тога је донесен закон којим се затвореницима осуђеним на више од годину дана забрањује кандидовање.

## Смрт
Три недеља касније, Боби Сандс умире у затворској болници након 66 дана штрајка глађу у 27. години живота. Та вест је потакла јаке побуне и протесте широм Северне Ирске. Преко 100.000 људи је присуствовало његовој сахрани. Сандс је био члан парламента 25 дана, иако никада није сео на своју демократски изабрану столицу.
У свом говору 5. маја 1981, британска премијерка Маргарет Тачер је рекла „Господин Сандс је био осуђени криминалац. Одабрао је самоубиство. То је био избор који његова организација није допустила многим њеним жртвама.”
Надживели су га родитељи, браћа и сестре, и син (Џерард) из брака са Џералдином Ноуд.